# Блэкпул — Юг (избирательный округ, Великобритания)
Блэкпул — Юг — районный избирательный округ, от которого выбираются представители в Палату общин парламента Великобритании. От округа выбирается один представитель по мажоритарной системе.

## Члены Парламента
| Выборы | Выборы | Член Парламента   | Партия         |
| ------ | ------ | ----------------- | -------------- |
|        | 1945   | Роланд Робинсон   | Консервативная |
|        | 1964   | сэр Питер Блэйкер | Консервативная |
|        | 1992   | Ник Хокинс        | Консервативная |
|        | 1997   | Гордон Марсден    | Лейбористская  |

## Результаты выборов
| Парламентские выборы 2010: Блэкпул — Юг | Парламентские выборы 2010: Блэкпул — Юг | Парламентские выборы 2010: Блэкпул — Юг | Парламентские выборы 2010: Блэкпул — Юг | Парламентские выборы 2010: Блэкпул — Юг | Парламентские выборы 2010: Блэкпул — Юг |
| Партия                                  | Партия                                  | Кандидат                                | Голоса                                  | %                                       | ±%                                      |
| --------------------------------------- | --------------------------------------- | --------------------------------------- | --------------------------------------- | --------------------------------------- | --------------------------------------- |
|                                         | Лейбористская                           | Гордон Марсден                          | 14.449                                  | 41,1                                    | -7,5                                    |
|                                         | Консервативная                          | Рон Белл                                | 12.597                                  | 35,8                                    | +4,9                                    |
|                                         | Либеральные демократы                   | Дорин Холт                              | 5.082                                   | 14,4                                    | -0,7                                    |
|                                         | БНП                                     | Рой Гудвин                              | 1.482                                   | 3,8                                     | +0,9                                    |
|                                         | Партия независимости                    | Хэмиш Хауитт                            | 1.352                                   | 3,8                                     | +1,7                                    |
|                                         | Integrity UK                            | Си Тху Тун (Si Thu Tun)                 | 230                                     | 0,7                                     | н/д                                     |
| Большинство                             | Большинство                             | Большинство                             | 1.852                                   | 5,3                                     | -15,4                                   |
| Явка                                    | Явка                                    | Явка                                    | 35.192                                  | 55,8                                    | +3,5                                    |
|                                         | Лейбористская (удержание)               | Лейбористская (удержание)               | Свинг                                   | -6,2                                    |                                         |

| Парламентские выборы 2005: Блэкпул — Юг | Парламентские выборы 2005: Блэкпул — Юг | Парламентские выборы 2005: Блэкпул — Юг | Парламентские выборы 2005: Блэкпул — Юг | Парламентские выборы 2005: Блэкпул — Юг | Парламентские выборы 2005: Блэкпул — Юг |
| Партия                                  | Партия                                  | Кандидат                                | Голоса                                  | %                                       | ±%                                      |
| --------------------------------------- | --------------------------------------- | --------------------------------------- | --------------------------------------- | --------------------------------------- | --------------------------------------- |
|                                         | Лейбористская                           | Гордон Марсден                          | 19.375                                  | 50,5                                    | -3,8                                    |
|                                         | Консервативная                          | Майкл Уинстенли                         | 11.453                                  | 29,9                                    | -3,1                                    |
|                                         | Либеральные демократы                   | Дорин Холт                              | 5.552                                   | 14,5                                    | +3,9                                    |
|                                         | БНП                                     | Рой Гудвин                              | 1.113                                   | 2,9                                     | +2,9                                    |
|                                         | Партия независимости                    | Джон Портер                             | 849                                     | 2,2                                     | +0,1                                    |
| Большинство                             | Большинство                             | Большинство                             | 7.922                                   | 20,7                                    |                                         |
| Явка                                    | Явка                                    | Явка                                    | 38.342                                  | 52,1                                    | -0,1                                    |
|                                         | Лейбористская (удержание)               | Лейбористская (удержание)               | Свинг                                   | -0,3                                    |                                         |

| Парламентские выборы 2001: Блэкпул — Юг | Парламентские выборы 2001: Блэкпул — Юг | Парламентские выборы 2001: Блэкпул — Юг | Парламентские выборы 2001: Блэкпул — Юг | Парламентские выборы 2001: Блэкпул — Юг | Парламентские выборы 2001: Блэкпул — Юг |
| Партия                                  | Партия                                  | Кандидат                                | Голоса                                  | %                                       | ±%                                      |
| --------------------------------------- | --------------------------------------- | --------------------------------------- | --------------------------------------- | --------------------------------------- | --------------------------------------- |
|                                         | Лейбористская                           | Гордон Марсден                          | 21.060                                  | 54,3                                    | -2,7                                    |
|                                         | Консервативная                          | Дэвид Моррис                            | 12.798                                  | 33,0                                    | -1,4                                    |
|                                         | Либеральные демократы                   | Дорин Холт                              | 4,115                                   | 10,6                                    | +2,1                                    |
|                                         | Партия независимости                    | Вэл Коуэлл                              | 819                                     | 2,1                                     | н/д                                     |
| Большинство                             | Большинство                             | Большинство                             | 8.262                                   | 21,3                                    |                                         |
| Явка                                    | Явка                                    | Явка                                    | 38.792                                  | 52,2                                    | -15,5                                   |
|                                         | Лейбористская (удержание)               | Лейбористская (удержание)               | Свинг                                   |                                         |                                         |

| Парламентские выборы 1997: Блэкпул — Юг | Парламентские выборы 1997: Блэкпул — Юг   | Парламентские выборы 1997: Блэкпул — Юг   | Парламентские выборы 1997: Блэкпул — Юг | Парламентские выборы 1997: Блэкпул — Юг | Парламентские выборы 1997: Блэкпул — Юг |
| Партия                                  | Партия                                    | Кандидат                                  | Голоса                                  | %                                       | ±%                                      |
| --------------------------------------- | ----------------------------------------- | ----------------------------------------- | --------------------------------------- | --------------------------------------- | --------------------------------------- |
|                                         | Лейбористская                             | Гордон Марсден                            | 29.282                                  | 57,0                                    |                                         |
|                                         | Консервативная                            | Ричард Бут                                | 17.666                                  | 34,4                                    |                                         |
|                                         | Либеральные демократы                     | Дорин Холт                                | 4.392                                   | 8,6                                     |                                         |
| Большинство                             | Большинство                               | Большинство                               | 11.616                                  | 22,6                                    |                                         |
| Явка                                    | Явка                                      | Явка                                      | 51.340                                  | 67,8                                    |                                         |
|                                         | Лейбористская (перехват у Консервативной) | Лейбористская (перехват у Консервативной) | Свинг                                   |                                         |                                         |